# 若菜章夫
若菜 章夫（わかな あやお）は、日本のアニメ撮影監督、アニメーションプロデューサー。株式会社ぎゃろっぷ代表取締役会長、日本動画協会理事。

## 経歴
旧虫プロダクション作品である『展覧会の絵』で撮影経験したのち、日本のアニメ撮影会社東京アニメーションフィルムに移籍。『アタックNo.1』や『ルパン三世 (TV第1シリーズ)』などで撮影を手がけた後、1978年12月に撮影スタジオ「スタジオぎゃろっぷ（現：ぎゃろっぷ）」を設立し、代表取締役となる。設立当初は若菜自らも撮影、撮影監督としても活躍していた。同社が制作会社に転換し元請制作を開始してからは、プロデューサーを務めるようになった。
2012年、代表取締役社長を退任。後任には杉村重郎が就任した。2013年、杉村に代わり再び代表取締役社長に就任。2023年、代表取締役社長を再び退任し代表取締役会長に就任。後任には早間絵里が就任した。

## 主な参加作品
※特記以外の作品はテレビシリーズ。

### 虫プロダクション
- 展覧会の絵（撮影、劇場映画、1966年）

### 東京アニメーションフィルム
1968年
- 巨人の星シリーズ（1968年 - 1978年）
  - 巨人の星（撮影、1968年 - 1971年）
  - 新・巨人の星（撮影、1977年 - 1978年）

1969年
- アタックNo.1（撮影、1969年 - 1971年）

1971年
- ルパン三世 (TV第1シリーズ)（撮影、1971年 - 1972年）

1972年
- 赤胴鈴之助（撮影、1972年 - 1973年）

1973年
- パンダコパンダ 雨ふりサーカスの巻（撮影、劇場映画）
- 侍ジャイアンツ（撮影監督、1973年 - 1974年）
- 荒野の少年イサム（撮影、1973年 - 1974年）

1974年
- 柔道讃歌（撮影）

1975年
- ガンバの冒険（撮影監督）
- 元祖天才バカボン（撮影監督、1975年 - 1976年）

1977年
- 草原の子テングリ（撮影、PRムービー）

### ぎゃろっぷ
1981年
- うる星やつら（撮影、1981年 - 1986年）※1984年頃まで担当

1982年
- 太陽の子エステバン（撮影監督、1982年 - 1983年）

1983年
- 劇場版うる星やつらシリーズ（1983年 - 1985年）
  - うる星やつら オンリー・ユー（撮影監督、劇場映画、1983年）
  - うる星やつら2 ビューティフル・ドリーマー（撮影監督、劇場映画、1984年）
  - うる星やつら3 リメンバー・マイ・ラブ（撮影、劇場映画、1985年）

- ナイン（撮影、テレビスペシャル）
- スプーンおばさん（撮影監督、1983年 - 1984年）
- 魔法の天使クリィミーマミ（撮影監督、1983年 - 1984年）

1984年
- カッくんカフェ（撮影、劇場映画）
- チックンタックン（撮影）※14話まで担当
- 名探偵ホームズ（撮影監督、1984年 - 1985年）

1985年
- ごんぎつね（撮影、劇場映画）

1986年
- 県立地球防衛軍（プロデューサー、OVA）

1987年
- TWD EXPRESS ROLLING TAKEOFF（制作プロデューサー、OVA）
- マップス 伝説のさまよえる星人たち（制作プロデューサー、OVA）
- TO-Y（プロデューサー、OVA）

1988年
- キテレツ大百科（プロデューサー、1988年 - 1996年）

1989年
- T・Pぼん（プロデューサー、テレビスペシャル）
- がきデカ（企画、1989年 - 1990年）

1991年
- ゲンジ通信あげだま（プロデューサー、1991年 - 1992年）

1992年
- 姫ちゃんのリボン（プロデューサー、1992年 - 1993年）

1993年
- ドラゴンリーグ（プロデューサー、1993年 - 1994年）

1994年
- 赤ずきんチャチャ（プロデューサー、1994年 - 1995年）

1995年
- ナースエンジェルりりかSOS（アソシエイツプロデューサー、1995年 - 1996年）

1996年
- るろうに剣心 -明治剣客浪漫譚-（プロデューサー、1996年 - 1998年）※66話まで担当
- こちら葛飾区亀有公園前派出所（プロデューサー、1996年 - 2004年）※途中まで担当

1998年
- おじゃる丸（アニメーションプロデューサー、1998年 - ）※第15シリーズまで担当

1999年
- 劇場版こちら葛飾区亀有公園前派出所シリーズ（1999年 - 2003年）
  - こちら葛飾区亀有公園前派出所 THE MOVIE（プロデューサー、劇場映画、1999年）
  - こちら葛飾区亀有公園前派出所 THE MOVIE2 UFO襲来! トルネード大作戦!!（プロデューサー、劇場映画、2003年）

2000年
- 映画おじゃる丸 約束の夏 おじゃるとせみら（アニメーションプロデューサー、劇場映画）

2004年
- レジェンズ甦る竜王伝説（プロデューサー、2004年 - 2005年）

2005年
- モリゾーとキッコロ（プロデューサー）

2006年
- 働きマン（製作）